# Przejażdżka powozem (obraz Juliusza Kossaka)
Przejażdżka powozem – obraz olejny namalowany przez polskiego malarza Juliusza Kossaka w 1852, znajdujący się w kolekcji prywatnej.

## Opis
Obraz pochodzi z okresu kiedy to w 1850 Kossak rozpoczął liczne podróże po dworach i pałacach Podola, Wołynia i Ukrainy, gdzie miał okazję do szerokich obserwacji życia na polskich dworach, uczestniczenia w licznych wówczas tradycyjnych obrzędach, polowaniach, przejażdżkach i wyścigach konnych, ale też studiowania krajobrazu i kontemplacji uroków pejzażu. Płótno przedstawia bliżej nieokreślonego hrabiego Radwana podczas przejażdżki odkrytym powozem. Na pierwszym planie uwagę widza zwraca dostojna postać elegancko ubranego powożącego oraz wzbudzająca zachwyt sylwetka kasztanowatego konia z klapkami na oczach, jak zwykle w obrazach Juliusza Kossaka odgrywającego rolę kluczową. W tle widoczny jest ukazany teatralnie pejzaż z okrytymi mgłą górami, otulony przez dwa rozłożyste drzewa. 